# Stigmacros termitoxena
Stigmacros termitoxena är en myrart som beskrevs av Wheeler 1936. Stigmacros termitoxena ingår i släktet Stigmacros och familjen myror. Inga underarter finns listade i Catalogue of Life.

## Bildgalleri

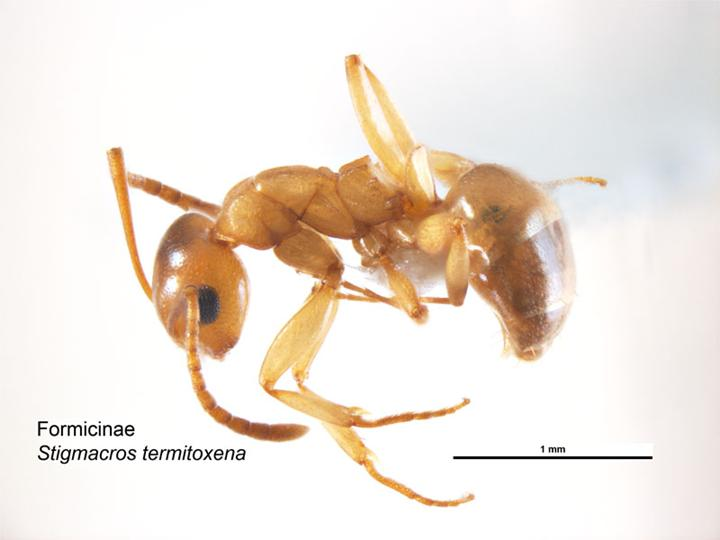